# 特瓦人
特瓦人，也被称为巴特瓦人，属于俾格米人，是非洲大湖地区记录中最古老的种族。族群分布在卢旺达、布隆迪、乌干达和刚果民主共和国东部。2000年，普查到大约有8万人，作为在这些国家重要的少数民族。